# マリー・ニコラ

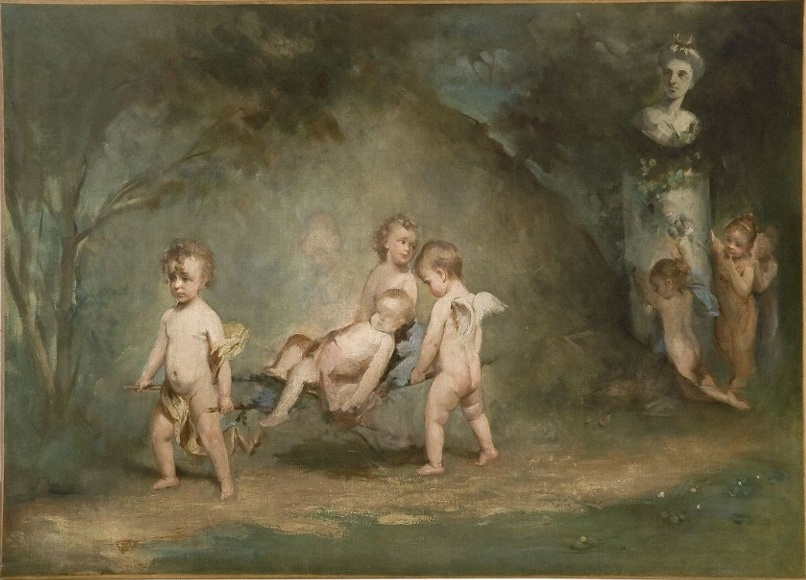
マリー・ジョゼフィーヌ・ニコラ作「小さなクピードーたち」、Musée Alexandre Dumas

マリー・ジョゼフィーヌ・ニコラ（Marie Joséphine Nicolas、1846年7月25日 - 1903年11月7日）は、フランスの画家、イラストレーターである。人物画や風俗画を主に描いた。

## 略歴
エーヌ県のヴィレ＝コトレ（Villers-Cotterêts）の役人の娘に生まれた。パリで、版画家のジュール・ルヴァッソール(Jules Gabriel Levasseur）と画家のシャルル・シャプランに学んだ。1867年からパリのサロンに出展を初め、1898年まで毎年出展を続けた。
教会の装飾画も描き、フランス中部オルレアンのサン・クロワ大聖堂（Cathédrale Sainte-Croix d'Orléans）に所蔵されている、17世紀の画家、ウスタシュ・ル・シュウール（1616-1655）の絵画をもとに描いた、『エフェソスで説教する聖パウロ（La Prédication de saint Paul à Ephèse）』のような作品もある。
1871年9月に役人のフルベール・アントナン・ドラピエ (Fulbert Antonin Drapier; 1835-1891) と結婚し、この結婚により1875年に息子が生まれた。
肖像画や風俗画を描き、書籍の挿絵も制作した。
1905年にイギリスで出版されたウォルター・ショー・スパロー(Walter Shaw Sparrow: 1862–1940)の「Women Painters of the World」は1905年までの200人の女性画家と300点を超える女性画家の作品を掲載しているが、マリー・ニコラの1882年の作品、「リカール神父（Father Ricard）」が収録されている。

## 作品

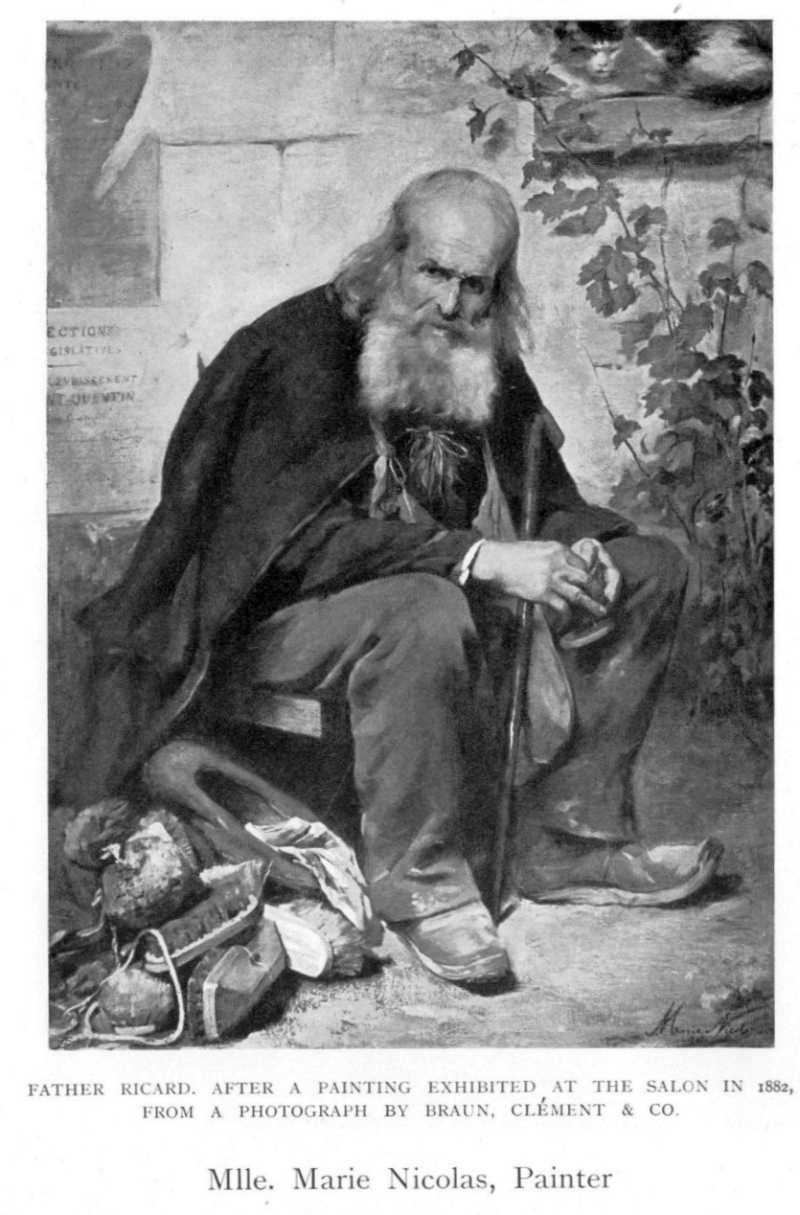
「リカール神父（Father Ricard）」（スパローの著書から）
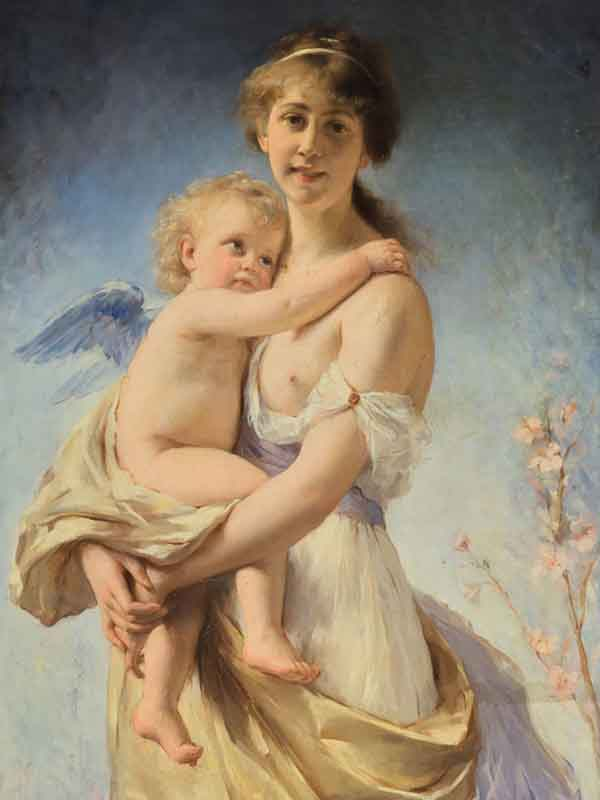
"Qui vivra verra" (1880) Musée Denon
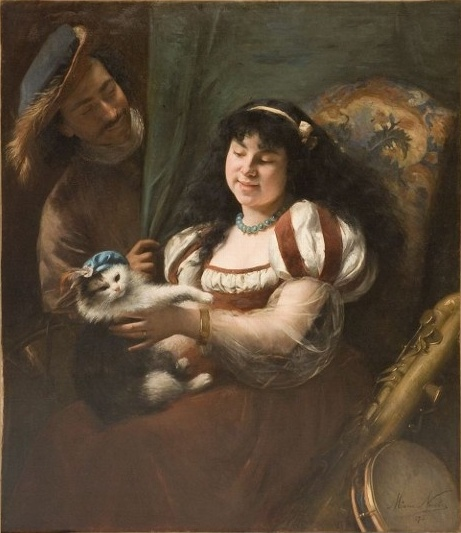
"パレードの前に"